# Phil Bosmans
Phil Bosmans SMM (* 1. Juli 1922 in Gruitrode, Provinz Limburg; † 17. Januar 2012 in Mortsel, Provinz Antwerpen) war ein belgischer katholischer Ordensgeistlicher, Verfasser geistlicher Schriften und Telefonseelsorger.

## Leben
Der gebürtige Flame Bosmans verbrachte den Großteil seiner Jugend in Genk, in der belgischen Provinz Limburg. Im Jahr 1941 trat er in Rotselaar der Ordensgemeinschaft der Montfortaner bei. Dort blieb er bis zum Ende des Zweiten Weltkrieges und zog 1945 nach Oirschot in den Niederlanden. Er empfing dort im März 1948 die Priesterweihe.
Seit 1957 lebte Bosmans in dem kleinen Kloster der Montfortaner in der Nähe von Antwerpen. 1959 gründete er den „Bond zonder naam“ (Bund ohne Namen). Über die Landesgrenzen hinaus regte er in dieser Gemeinschaft viele soziale Initiativen an. Er gründete die Arbeitsstätte „Werkhuis M.I.N. – Menschen in Not“, die erste Sozialwerkstätte in Belgien für ehemalige Gefangene und Männer ohne Arbeitslosenunterstützung. 1969 wurde der „Reparaturdienst M.I.N.“ eingerichtet, ein Gratisdienst für alte, kranke und behinderte Menschen. 1973 eröffnete das „Hotel MIN“, eine Unterkunftsstätte für ehemalige Strafgefangene. 1990 wurde in Antwerpen „De Stobbe“ (Der Wurzelstock) eingeweiht, das ehemalige Klostergebäude wurde zu einem Auffangzentrum für Frauen mit mehreren Kindern umgebaut. Durch seine Arbeit erlangte Bosmans auch den Beinamen „der moderne Franziskus“. Im Jahr 1991 legte er den Vorsitz des Bund ohne Namen nieder. Sein Nachfolger war Frans Van Oudenhove. 1988 wurde der deutsche Bund ohne Namen gegründet, der seinen Sitz in Freiburg im Breisgau hat. Geschäftsführer ist Ulrich Schütz, der alle auf Deutsch erschienenen Werke und Textsammlungen Phil Bosmans’ übersetzt hat. Ein von Bosmans inspirierter „Bund ohne Namen“ wirkt unter anderem auch in den Niederlanden und in Kroatien.
Im Jahr 1972 erschien sein Buch „Menslief, ik hou van je“ (etwa Lieber Mensch, ich liebe dich). Es wurde mit 800.000 Exemplaren sein meistverkauftes Buch in Flandern. In Deutschland wurde es veröffentlicht unter dem Titel „Vergiß die Freude nicht“ und seit dem Erscheinen im Jahr 1976 bisher zwei Millionen Mal gekauft. Bosmans veröffentlichte Werke auch auf Esperanto. In Deutschland wurde Phil Bosmans bekannt durch zahlreiche Buchveröffentlichungen sowie Sammlungen von Sinnsprüchen auf Kalendern, Plakaten und Aufklebern.
Im Dezember 1993 hatte Bosmans einen Autounfall, vermutlich ausgelöst durch einen leichten Schlaganfall. Im Februar 1994 folgte ein schwerer Schlaganfall, der einen mehrmonatigen Krankenhausaufenthalt nach sich zog. Seitdem waren seine rechten Gliedmaßen gelähmt.
2009 wurde er zum Offizier des belgischen Kronenordens ernannt. Zudem wurde er für seine Verdienste mit dem Visser Neerlandiaprijs (1968 und 1991) und dem Preis der Flämischen Gemeinschaft (1991) ausgezeichnet.

## Werke
Zahlreiche Bücher von Phil Bosmans sind in Deutschland erschienen, die bis heute verlegt werden. Die Titel seiner Veröffentlichungen lauten in den niederländischen Originalfassungen:
- Bloemen van geluk moet je zelf planten
- Applaus voor de schepping
- God niet te geloven
- Zomaar voor jou
- Menslief ik wens je vrede en alle goeds
- In de zevende hemel
- Applaus voor het leven
- Zonnestralen van de schepping
- Iemand met een hart onder zijn jas
- Zon blijft schijnen
- Maak tijd voor de vriendschap
- Dagboek 365
- Beste wensen
- Zonnestralen voor het hart
- Zonnestralen van hoop
- Zonnestralen van liefde
- Je leeft maar een dag vandaag
- Zomaar voor jou
- Bloemen van geluk moet je zelf planten
- Menslief ik hou van je
- Leven is de moeite waard
- God niet te geloven
- Zonnestralen van geluk
- Zonnestralen van vreugde
- Zonnestralen voor elke dag
- In liefde weer mens worden
- Een gelukkig mens is er twee waard
- Neem je tijd om gelukkig te zijn
- Zonnestralen van vriendschap.

Unter den Büchern Bosmans in deutschen Übersetzungen liegen folgende Titel in neueren Ausgaben vor:
- Lichtblicke (mit Ulrich Schütz). Ein gutes Wort für jeden Tag. Herder, Freiburg (Breisgau) 2012, ISBN 978-3-451-31056-0
- Weihnachten mit Herz. Herder Spektrum Taschenbuch. Herder, Freiburg (Breisgau) 2012, ISBN 978-3-451-07146-1
- Vergiss die Freude nicht. Überarbeitete Neuausgabe. Herder, Freiburg (Breisgau) 2012, ISBN 978-3-451-32461-1.
- In dir liegt das Glück. Muntermacher für die Seele. Herder Spektrum Taschenbuch. Herder, Freiburg (Breisgau) 2011, ISBN 978-3-451-06413-5.
- Kleines Buch vom guten Gott. Herder Spektrum Taschenbuch. Herder, Freiburg (Breisgau) 2011, ISBN 978-3-451-07126-3.
- Ein Engel des Trostes in Zeiten des Abschieds. Herder, Freiburg (Breisgau) 2011, ISBN 978-3-451-32381-2.
- Ein freundlicher Sonnenstrahl in Tagen der Krankheit. Herder, Freiburg (Breisgau) 2011, ISBN 978-3-451-32379-9.
- Mit allen guten Wünschen zum Geburtstag. Herder, Freiburg (Breisgau) 2011, ISBN 978-3-451-32377-5.
- Danke sagt mein Herz für alles Gute. Herder, Freiburg (Breisgau) 2011, ISBN 978-3-451-32378-2.
- Mehr Sonne fürs Herz. Aufstellbuch. Herder, Freiburg (Breisgau) 2011, ISBN 978-3-451-32376-8.
- Mensch, ich hab dich gern. Herder Spektrum Taschenbuch. Herder, Freiburg (Breisgau) 2010, ISBN 978-3-451-07095-2.
- Vitamine fürs Herz. Das große Lesebuch Herder, Freiburg (Breisgau) 2010, ISBN 978-3-451-32802-2
- Zeit für ein gutes Wort. Herder, Freiburg (Breisgau) 2008, ISBN 978-3-451-32221-1.
- Blumen des Glücks musst du selbst pflanzen. Überarbeitete Neuausgabe. Herder, Freiburg (Breisgau) 2008, ISBN 978-3-451-29623-9.
- Leben jeden Tag. 365 Vitamine für das Herz. Vollständig überarbeitete Neuausgabe. Herder, Freiburg (Breisgau) 2008, ISBN 978-3-451-32142-9.
- Worte des Trostes. In Tagen der Trauer Herder, Freiburg (Breisgau) 2008, ISBN 978-3-451-32006-4.
- Jeden Tag ein Lächeln 2009. Phil Bosmans Kalender 2009. Verlag am Eschbach, Markgräferl 2008, ISBN 978-3-88671-784-2.
- Liebe wirkt täglich Wunder. Überarbeitete Neuausgabe. Herder, Freiburg (Breisgau) 2008, ISBN 978-3-451-29621-5.
- Worte zum Menschsein. Herder, Freiburg (Breisgau) 2007, ISBN 978-3-451-29713-7.
- Vergiß die Freude nicht. Vollständig überarbeitete Neuausgabe. Herder, Freiburg (Breisgau) 2007, ISBN 978-3-451-27591-3.
- Vergiss nicht zu leben. Gespräche zum Menschsein mit Katarzyna Szymańska-Borginon. Herder, Freiburg (Breisgau) 2007, ISBN 978-3-451-29030-5.
- Zeit zum Aufatmen. Herder, Freiburg (Breisgau) 2007, ISBN 978-3-451-29234-7.
- Frühling für die Seele. Ein Begleiter durch die Fasten- und Osterzeit. Herder, Freiburg (Breisgau) 2007, ISBN 978-3-451-29031-2 (Zuvor: Gelöster leben.).
- Jeden Tag ein Lächeln. Phil Bosmans-Kalender 2008. Verlag am Eschbach, Markgräflerl 2007, ISBN 978-3-88671-592-3 (Eschbacher Kalender).
- Für jeden leuchtet ein Stern. Weihnachtliche Texte. Herder, Freiburg (Breisgau) 2006, ISBN 3-451-29247-5.
- Jedes Herz braucht ein Zuhause. Herder, Freiburg (Breisgau) 2006, ISBN 3-451-28680-7.
- Die Quelle der Lebensfreude. St. Benno, Leipzig 2006, ISBN 3-451-27591-0.
- Mein Herz vergißt das nicht. Danke für alles. Herder, Freiburg (Breisgau) 2004, ISBN 3-451-28373-5.
- Applaus für das Leben. Herder, Freiburg (Breisgau) 2004, ISBN 3-451-28436-7.
- Sonnenstrahlen der Liebe. Herder, Freiburg (Breisgau) 2004, ISBN 3-451-28287-9.
- Sonnenstrahlen ins Leben. Herder, Freiburg (Breisgau) 2004, ISBN 3-451-28288-7.
- In dir liegt das Glück. Herder, Freiburg (Breisgau) 2004, ISBN 3-451-28230-5.
- Ein Stern genügt, um an das Licht zu glauben. Weihnachten. Herder, Freiburg (Breisgau) 2003, ISBN 3-451-28216-X.
- Sonnenstrahlen des Herzens. Herder, Freiburg (Breisgau) 2003, ISBN 3-451-28177-5.
- Sonnenstrahlen der Hoffnung. Herder, Freiburg (Breisgau) 2003, ISBN 3-451-28176-7.
- Sonnenstrahlen der Freude. Herder, Freiburg (Breisgau) 2003, ISBN 3-451-28174-0.
- Man lebt nur mit dem Herzen gut. Meine Lebenserfahrungen. Schwabenverlag, Ostfildern 2003, ISBN 3-7966-1101-X (Mit Bibliographie Bosmans).
- Sonne für das Leben Jubiläumsausgabe. Herder, Freiburg (Breisgau) 2001, ISBN 3-451-27706-9.